# SN 1006
SN 1006是地球上的人們在公元1006年普遍記錄到的一顆超新星；與地球的距離是7,200光年。它是歷史上記錄到的最明亮的恆星事件，估計視星等達到-7.5等，最早的紀錄是在1006年4月30日與5月1日之間出現在豺狼座。在中國、埃及、伊拉克、日本、瑞士都有這顆「客星」的觀測紀錄，甚至北美洲可能也有。

## 歷史上的記載
中國和阿拉伯天文學家對這顆超新星提供了最完整的歷史記載。
埃及的阿拉伯占星學家和天文學家阿里·伊本·里德旺，在托勒密的《占星四書》這篇評論中寫道："...壯觀的大圓天體有金星的2-1/2至3倍大。它的光在天空中照耀著，比弦月的月球還要光輝。" 如同其它的觀測者一樣，Ali ibn Ridwan指出這顆新的星低懸在南方的地平。法國聖加倫修道院的僧侶獨立提供它在天空中的位置和亮度資料，寫道："在一種美妙的方式，它有時候聚合，有時候分散，還有時候會消失....在南方天空隱密的邊界，它看起來似乎一成不變的存在了三個月，超越了天空中能看見的所有星座"。這樣的說明被視為這顆超新星是Ia超新星的傳聞證據。有些來源說這顆超新星的亮度足以產生陰影；肯定有一段時間在白天都能看得見，並且現代的天文學家弗蘭克·溫克勒說："在1006年的春季，人們可能在午夜利用它的光閱讀手稿。"
來自瑞士的報告特別值得注意，因為這顆超新星始終只在很低的南方天空，高度最高只有5度左右，每晚出現的時間只有4-5小時。大氣消光和必須要找到一個可以清楚看見南方地平的點，使得觀看這個明亮的低物體都仍有困難； "有時聚合，有時候分散，還有時候會消失"。上述對物體的評論明顯的暗示物體如此的低視高度會受到大氣層的影響。.
根據《宋史》卷56和卷461記載，這顆恆星在1006年5月6日(四月戊寅）出現在氐宿西側（豺狼座西側，即半人馬座東邊1度）的地方。爆炸時的視大小超過弦月，亮到在晚上可以照射出物體的影子。
在12月，它再次出現在氐宿。當時沒有人能夠辨認出這到底是甚麼星，有人說是「國皇妖星」，它的出現是「兵凶之兆」。占星家周克明出使嶺南回到開封之後，在5月30日（农历五月初一，壬寅）向宋真宗說明這顆黃色且燦爛的亮星是一顆吉祥的星，它出現的狀態會帶來國家的興盛。
這顆超新星早期的演化出現了兩個階段。在第一階段的三個月是他最亮的週期；在此之後它開始減弱，然後返回週期約為18個月。大多數的占星家解釋這個事件是戰爭和饑荒的預兆。
在亞利桑納州白坦克山地區公園的霍霍卡岩畫已被解釋為北美洲對這顆超新星的第一筆記錄。

## 殘骸
直到1965年道格·米爾恩 (Doug Milne) 和 弗蘭克·加德納 (Frank Gardner) 使用帕克斯電波望遠鏡證明靠近騎官四 (豺狼座β)，先前已知的電波源PKS 1459-41，有著30弧分的圓殼形狀之前，都還未發現與這個超新星殘骸相關連的爆炸。在之後的幾年，從這個殘骸也偵測到了X射線和可見光的發射，並且在2010年H.E.S.S.γ射線天文台宣布偵測到這個殘骸發射出非常高能量的γ射線。估計這個直徑大約0.5°的超新星殘骸距離地球大約2,200秒差距，因此它的線直徑大約是20秒差距。如同預期的。在這個Ia超新星的殘骸中沒有發現有關聯的中子星或黑洞。

## 影響地球
研究已經表明，Ia型超新星能照射地球顯著的伽馬射線通量，相比較與來自太陽的典型通量，高達1千秒差距的量級的距離。最大的風險是對於地球臭氧保護層，產生對生命和氣候變化的影響。雖然SN1006並未有這樣的顯著影響，其爆發的信號可以在南極冰的硝酸沉積物中找到。

## 圖集

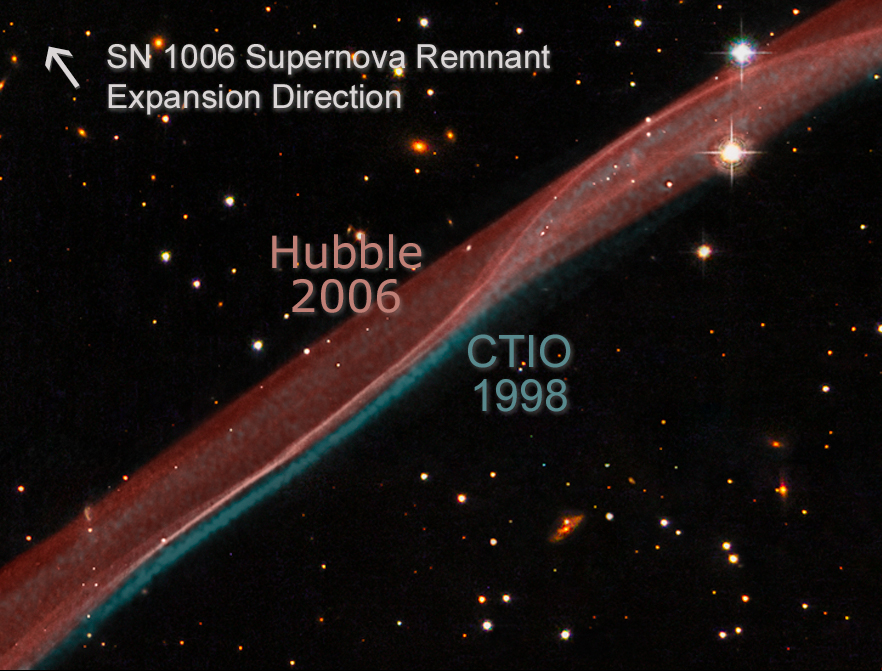
超新星殘骸SN 1006擴張的比較。

## 外部連結
- Stories of SN 1006 in Chinese literature (PowerPoint)
- National Optical Observatory Press Release for March 2003（页面存档备份，存于）
- Space.com Image of the Day 19 December 2005
- Globe and Mail: Arizona petroglyph recorded 1006 supernova, astronomer suggests
- Ancient Rock Art Depicts Exploding Star Space.com report, June 6, 2006（页面存档备份，存于）
- Experts question "supernova" rock art, Sky & Telescope Report, June 7, 2006（页面存档备份，存于）
- Entry for supernova remnant of SN 1006（页面存档备份，存于） from the Galactic Supernova Remnant Catalogue
- X-ray image of supernova remnant of SN 1006（页面存档备份，存于）, as seen with the Chandra X-ray Observatory
- Ancient rock art may depict exploding star
- Astronomy Picture of the Day (APOD)（页面存档备份，存于）, March 17, 2003
- Astronomy Picture of the Day (APOD)（页面存档备份，存于）, July 4, 2008
- Margaret Donsbach: The Scholar's Supernova
- WikiSky上关于SN 1006的内容：DSS2, SDSS, GALEX, IRAS, 氢α, X射线, 天文照片, 天图, 文章和图片